# Robert Flemyng
Robert Flemyng (* 3. Januar 1912 in Liverpool; † 22. Mai 1995 in London) war ein britischer Schauspieler.

## Leben und Wirken
Flemyngs erster Bühnenauftritt erfolgte 1928 in dem Stück König Johann, als Profi debütierte er 1931 in dem Stück Rope von Patrick Hamilton. Im Oktober desselben Jahres trat er zum ersten Mal in London auf.
Nach dem Zweiten Weltkrieg wirkte Flemyng häufig in Filmen mit. Er verkörperte durchweg vornehme, hochgestellte Persönlichkeiten, Amtsträger, Wissenschaftler und typische Gentlemen. Flemyng war auch in zahlreichen englischen und US-amerikanischen Serien zu sehen.

## Filmografie (Auswahl)
- 1937: Head Over Heels
- 1949: Verschwörer (Conspirator)
- 1950: Die blaue Lampe (The Blue Lamp)
- 1951: Erpressung (Blackmailed)
- 1951: Der wunderbare Flimmerkasten (The Magic Box)
- 1955: Dämon der Frauen (Cast a Dark Shadow)
- 1956: Der Mann, den es nie gab (The Man Who Never Was)
- 1957: Ein süßer Fratz (Funny Face)
- 1957: Die Frau meiner Sehnsucht (Let’s Be Happy)
- 1957: Mann im Feuer (Windom’s Way)
- 1959: Die tödliche Falle (Blind Date)
- 1959: Hochverrat mit Hindernissen (A Touch of Larceny)
- 1961: Family Solicitor (Fernsehserie, 24 Folgen)
- 1962: Das schreckliche Geheimnis des Dr. Hichcock (L’orribile segreto del Dr. Hichcock)
- 1963: Die letzte Fahrt von U 153 (Mystery Submarine)
- 1966: Anruf für einen Toten (The Deadly Affair)
- 1966: Das Quiller-Memorandum – Gefahr aus dem Dunkel (The Quiller Memorandum)
- 1966: Der Spion mit der kalten Nase (The Spy with a Cold Nose)
- 1967: Anruf für einen Toten (The Deadly Affair)
- 1967: Mit Schirm, Charme und Melone (The Avengers, Fernsehserie, Folge 6x05)
- 1968: Das Blutbiest (The Blood Beast Terror)
- 1969: Oh! What a Lovely War
- 1969: Das Loch im Himmel (The Body Stealers)
- 1969: Luftschlacht um England (Battle of Britain)
- 1971: Jagd durchs Feuer (The Firechasers)
- 1971: Die 2 (The Persuaders!, Fernsehserie, Folge 1x06)
- 1972: Der junge Löwe (Young Winston)
- 1972: Ein Leben im 3/4-Takt (The Strauss Family, Miniserie)
- 1972: Reisen mit meiner Tante (Travels with My Aunt)
- 1976–1982: Crown Court (Fernsehserie, 24 Folgen)
- 1977: Rendezvous mit dem Tod (Golden Rendezvous)
- 1978: Der Schrecken der Medusa (The Medusa Touch)
- 1978: Die 39 Stufen (The Thirty Nine Steps)
- 1978: Edward und Mrs. Simpson (Edward & Mrs. Simpson, Miniserie)
- 1982: Agatha Christie: Das Spinnennetz (Spider’s Web, Fernsehfilm)
- 1983: Die Profis (The Professionals, Fernsehserie, Folge 5x08)
- 1988: Paris bei Nacht (Paris by Night)
- 1991: Kafka
- 1993: Shadowlands
- 1995: The Choir (Miniserie)